# Kent International Airport

i7
i11
i13
Manston, Kent's International Airport (IATA-Code: MSE, ICAO-Code: EGMH), zeitweise auch unter dem irreführenden Namen London Manston Airport vermarktet, war ein Verkehrsflughafen nahe der Stadt Ramsgate im nordöstlichen Kent im Südosten Englands. Der wenig frequentierte Flughafen nutzte die Start- und Landebahn der bis 1999 bestehenden Royal-Air-Force-Basis RAF Manston; er wurde am 15. Mai 2014 aus Kostengründen geschlossen.

## Flughafenbeschreibung und Verkehrsanbindung
Der Flughafen liegt 54 m über dem Meeresspiegel und etwa 1,5 km von der Küste entfernt unmittelbar südlich des Weilers Manston im Distrikt Thanet. Weitere benachbarte Orte sind die Dörfer Minster im Südwesten, Acol im Nordwesten und Cliffsend im Südosten; die nächste Stadt ist der Fährhafen Ramsgate wenige Kilometer weiter östlich. Durch die Buslinie 38 der Stagecoach Group East Kent war der Flughafen mit Ramsgate, Broadstairs und Birchington verbunden; nächster Bahnhof ist die von Southeastern angefahrene Ramsgate Station. Canterbury liegt etwa 20 km südwestlich und konnte über die A28 erreicht werden, London ist etwa 120 km entfernt, die Fahrt über A299, M2 und A2 dauerte knapp zwei Stunden.
Der Flughafen besaß ein Terminal, die Startbahn ist 2,75 km lang. Besitzer und Betreiber war die neuseeländische Investmentfirma Infratil, die unter anderem auch den Flughafen Glasgow-Prestwick betreibt.
Neben dem Flughafen befinden sich zwei kleine Museen, die an die militärische Vergangenheit der Anlage erinnern: das RAF Manston History Museum und das Spitfire & Hurricane Memorial Museum.

## Geschichte
Im Jahr 1916 errichtete die Royal Navy während des Ersten Weltkrieges für ihre Marineflieger ein Flugfeld in Manston, das durch eine Wasserflugzeug-Station bei Westgate ergänzt wurde. Die Basis wuchs schnell an, bereits 1917 umfasste Manston vier unterirdische Hangars, einen eigenen Eisenbahnanschluss, eine eigene Stromerzeugung und Unterkünfte für 3000 Mann. Nach Kriegsende ging der Flugplatz an die neugeschaffene Royal Air Force über; es wurde eine Schule errichtet, in der Luftfahrtpersonal in der Flugzeugwartung ausgebildet wurde.
In den 1930er Jahren wurde das Flugfeld erstmals von einigen wenigen Zivilflugzeugen genutzt. Zusätzlich entstand nur wenige Kilometer weiter mit dem Ramsgate Airport ein weiterer Flugplatz, der bis 1968 Bestand hatte.
Im Zweiten Weltkrieg wurde die Royal Air Force Station Manston (kurz RAF Manston) während der Luftschlacht um England bombardiert. Im Jahr 1943 traf Barnes Wallis auf der Basis ein, um im nahen Dorf Reculver seine "bouncing bomb" zu testen. Es wurden nun Typhoon-Jagdbomber stationiert, später auch Meteor-Jets. Ab 1944 wurde der Flugplatz zum Abfangen von V1-Flugkörpern genutzt. Zur gleichen Zeit wurde die Landebahn stark erweitert (auf 9000 × 750 Fuß, d. h. ca. 2743 × 229 m), um als Notlandeplatz für schwer beschädigte zurückkehrende Bomber zu dienen. Zu diesem Zweck wurde der Flugplatz auch mit dem FIDO-System ausgerüstet, um Notlandungen bei schlechtem Wetter zu ermöglichen. Später nach Kriegsende wurde die Landebahn allerdings um eine Rollbahn ergänzt und dafür auf 200 Fuß (61 m) Breite verengt.
Im Jahr 1950 wurde der Militärflugplatz von der United States Air Force übernommen und acht Jahre lang von dieser genutzt. Im Jahr 1960 wurde er wieder an die RAF zurückgegeben und diente erneut als Notlandeplatz sowie zur Flugschulung (mit de Havilland Chipmunks). Daneben wurde ein Ausbildungszentrum für die RAF-Feuerwehr eingerichtet. Gleichzeitig wurde der (nicht mehr ausgelastete) Flugplatz nun erstmals regelmäßig als Zivilflughafen genutzt: in der Ferienzeit fanden zahlreiche Pauschal-Charterflüge statt. Ab Mitte der 1960er Jahre wurden in Manston Seenotrettungs-Helikopter stationiert.
Anfang der 1980er Jahre erlangte die militärische Basis durch die Reaktivierung der nahen Radarstation RAF Ash noch einmal an Bedeutung, jedoch war mit dem Ende des Kalten Krieges die Schließung der Station absehbar, weshalb mit der Vergrößerung des zivilen Bereiches begonnen wurde. Im Jahr 1989 wurde ein Passagierterminal eröffnet und der neue Name Kent International Airport bekannt gegeben.
Im Jahr 1999 wurde RAF Manston endgültig geschlossen, womit der Flughafen erstmals nur noch zivil genutzt wurde. Das Defence Fire Training and Development Centre übernahm die angrenzenden Militärgebäude und nutzte sie über 30 Jahre bis Ende 2020. Die beiden verbliebenen militärischen Einheiten, das 3rd Battalion des The Princess of Wales’ Royal Regiment, und eine Air Cadet Einheit, die 2433. (Ramsgate and Manston) Squadron sollen bis 2025 ebenfalls das Areal räumen.
Die Betreibergesellschaft änderte den Namen aus Marketinggründen in London Manston Airport (obwohl London 120 km entfernt ist), musste jedoch 2005 Bankrott anmelden. Infolgedessen wurde der Flughafen an das neuseeländische Investmentunternehmen Infratil verkauft, das ihn auch seitdem betrieb.
Im Sommer 2013 nutzte British Airways Manston einige Wochen zum Crewtraining mit ihrem ersten, gerade von Airbus übernommenen neuen A380.
Nach der Einstellung der einzigen Linienverbindung (KLM nach Amsterdam) und der fehlgeschlagenen Suche nach einem Käufer wurde der Flughafen am 15. Mai 2014 stillgelegt und geschlossen.
Der Flughafen Manston wurde als Überlauf-LKW-Park für den Fall eines Brexit ohne Deal in Betracht gezogen. Am 7. Januar 2019 prüfte ein LKW-Konvoi die Machbarkeit der 32 km langen Strecke nach Dover entlang der A256.
Im Dezember 2020 wurde nach einer kurzfristigen Grenzschließung als französische Reaktion auf eine in Großbritannien neu aufgetretene Coronavirus-Variante das Rollfeld als Überlauf-LKW-Parkplatz genutzt. Über 2800 LKW wurden auf dem Rollfeld geparkt.

## Flugziele
Vom 2. April 2013 bis 9. April 2014 wurde Manston zweimal täglich von KLM mit einer Fokker F70 angeflogen. Regelmäßige Flüge zu anderen nationalen oder internationalen Flughäfen konnten sich mangels Auslastung nicht durchsetzen. Beispielsweise hatte Flybe 2010 vorübergehend Linien nach Edinburgh, Belfast und Manchester beflogen.
Daneben besaß der Flughafen Manston auch als Fracht-Drehkreuz eine gewisse Bedeutung und diente in diesem Bereich vor allem als Ausweichplatz für Flugunternehmen, denen die Londoner Flughäfen zu teuer waren.

## Zwischenfälle
Von 1958 bis zur Schließung kam es zu vier Totalverlusten von Verkehrs- und Transportflugzeugen, davon einem tödlichen Unfall mit drei Todesopfern.
- Am 23. Januar 1958 kam eine Vickers Varsity der Royal Air Force (Luftfahrzeugkennzeichen WL633) bei der Landung von der Landebahn ab, kollidierte mit Schneewehen und explodierte. Drei der fünf Besatzungsmitglieder kamen ums Leben.[16]

- Am 2. August 1965 geriet eine Vickers Viking 1B der britischen Invicta International Airways (G-AHPL) beim Start vom Flughafen Manston unter Windeinfluss in Schleuderbewegungen in beide Richtungen. Der Startabbruch resultierte darin, dass die Maschine auf dem Bug mit beschädigten Propellern zum Liegen kam und irreparabel beschädigt wurde. Alle 3 Besatzungsmitglieder, die einzigen Insassen auf dem Trainingsflug, überlebten den Unfall.[17]

- Am 20. April 1967 führten die Piloten einer Bristol Britannia 308F der British Eagle International Airlines (G-ANCG) nach einem Hydraulikausfall eine Bauchlandung auf einem Schaumteppich durch. Die Maschine setzte mit eingefahrenem Fahrwerk auf und wurde irreparabel beschädigt. Alle 11 Besatzungsmitglieder und 54 Passagiere überlebten.[18]

- Am 30. September 1968 ließ sich auf einem Trainingsflug mit der Airspeed Ambassador G-AMAG der Dan-Air das rechte Hauptfahrwerk nicht verriegeln. Die Piloten wichen nach Manston aus und führten dort eine Bauchlandung auf einem Schaumteppich durch. Die Maschine war anschließend nicht mehr zu reparieren, aber beide Besatzungsmitglieder überlebten.[19]